# Хлеборобное (Винницкая область)
Хлеборобное (укр. Хліборобне) — село на Украине, находится в Казатинском районе Винницкой области.
Код КОАТУУ — 0521480212. Население по переписи 2001 года составляет 156 человек. Почтовый индекс — 22114. Телефонный код — 4342.
Занимает площадь 0,1 км².

## Адрес местного совета
22114, Винницкая область, Казатинский р-н, с. Безыменное, ул. Советская, 2а